# Hugo Höglund (militär)
Hugo Jonas Höglund, född 14 augusti 1904 i Svea livgardes församling i Stockholms stad, död 20 juni 1996 i Sofielunds församling i Malmöhus län, var en svensk militär.

## Biografi
Höglund avlade officersexamen vid Krigsskolan 1926 och utnämndes samma år till fänrik vid Bodens artilleriregemente, där han befordrades till underlöjtnant 1928 och till löjtnant 1930. Han gick Allmänna artillerikursen vid Artilleri- och ingenjörhögskolan 1928–1930 och Högre artillerikursen där 1930–1932 samt idkade specialstudier vid Kungliga Tekniska högskolan 1936–1937. År 1938 befordrades han till kapten, varefter han 1938–1942 tjänstgjorde vid Tygavdelningen i Arméförvaltningen och 1942–1947 vid Skånska pansarregementet, befordrad till major 1945. Åren 1947–1954 var han chef för Stridsfordonssektionen i Fordonsbyrån i Tygavdelningen i Arméförvaltningen, under vilken tid han befordrades till överstelöjtnant 1950. Han befordrades 1954 till överste, varefter han 1954–1966 tjänstgjorde vid Armétygförvaltningen (1964 namnändrad till Arméförvaltningen): som chef för Fordonsbyrån i Fordonsavdelningen 1954–1960 och som chef för Fordonsavdelningen 1960–1966. Höglund är gravsatt i minneslunden på Sankt Pauli mellersta kyrkogård i Malmö.

## Utmärkelser
- Riddare av första klassen av Svärdsorden, 1946.[9]
- Kommendör av Svärdsorden, 1961.[10]
- Kommendör av första klassen av Svärdsorden, 1964.[11]